# Santana do Matos
Santana do Matos é um município localizado na Região Central do estado do Rio Grande do Norte, no Brasil. Conforme os dados do Censo de 2022 do IBGE (Instituto Brasileiro de Geografia e Estatística), Santana do Matos possui uma população de 12.456 habitantes. Deste total, 6.905 pessoas residem na área rural, refletindo a importância da agricultura e das atividades agropecuárias para a economia local.
Com uma área territorial de 1.422 km², Santana do Matos é o terceiro maior município do estado em extensão territorial. A cidade é historicamente conhecida como "Coração do RN" devido à sua localização estratégica no mapa do Rio Grande do Norte, facilitando o acesso a diversas regiões do estado.

## História

### Cronologia
Período Pré-Colonial
O sertão nordestino é habitado por grupos humanos (paleoameríndios) há pelo menos 9 mil anos. Os primeiros habitantes do sertão potiguar foram, provavelmente, povos nômades, caçadores e coletores de alimentos. Deixaram registros gravados e pintados em pedras e paredões ao longo de rios, riachos e lagoas onde deviam caçar e coletar alimentos no período pré-colonial. Na região de Santana, a arte rupestre, como são chamados esses registros pré-históricos, é rica e diversificada. Pesquisas recentes do Professor Valdeci dos Santos Junior , da Universidade do Estado do Rio Grande do Norte, revelaram a existência de 75 sítios arqueológicos na região central do RN denominada "Área Arqueológica de Santana". Apenas dois daqueles sítios estão registrados pelo IPHAN como patrimônio histórico.

#### Período colonial
Quando os portugueses chegaram à região, ao longo do século XVI, encontraram pelo menos três grupos culturais distintos, os Cariri, os Tarairiu e os Jê, e um grande número de grupos isolados e ainda sem classificação, dentro da denominação de Tapuia predominante no período colonial:. O conflito com os colonizadores/invasores portugueses foi inevitável. Ao adentrar o sertão com a pecuária e as campanhas de aprezamento de índios para trabalho escravo, ao longo do século XVII, os portugueses logo se viram confrontados com povos arredios e valentes.

## Economia

### Pecuária
| Rebanho         | Efetivo (cabeças) |
| --------------- | ----------------- |
| Bovino          | 23.415            |
| Suíno           | 1.530             |
| Equinos         | 374               |
| Caprinos        | 10.375            |
| Ovinos          | 13.637            |
| Galinhas        | 7.570             |
| Leite produzido | 2.684.000 litros  |
| Ovos de galinha | 22.000 dúzias     |

## Infraestrutura

### Educação
De acordo com dados do IBGE, a cidade conta com 15 estabelecimentos escolares e um total de 1788 matriculados, e apenas uma dessas escolas conta com o ensino médio. No total, a taxa de escolaridade de 6 a 14 anos do município é de 97,6%.